# Wong Choong Hann
Wong Choong Hann (Kuala Lumpur, 17 de febrero de 1977) es un deportista malasio que compitió en bádminton. Ganó una medalla de plata en el Campeonato Mundial de Bádminton de 2003, en la prueba individual.

## Palmarés internacional
| Campeonato Mundial | Campeonato Mundial       | Campeonato Mundial | Campeonato Mundial |
| Año                | Lugar                    | Medalla            | Prueba             |
| ------------------ | ------------------------ | ------------------ | ------------------ |
| 2003               | Birmingham (Reino Unido) | Medalla de plata   | Individual         |